# Zbigniew Napiórkowski
Zbigniew Napiórkowski (ur. 27 października 1947 w Szczecinie) – polski operator filmowy. Absolwent wydziału operatorskiego PWSFTviT w Łodzi (1975).

## Filmografia
- Być dla Polski, dla Polaków... (2006) – zdjęcia
- Nie odbieraj nadziei bliźniemu swemu (2005) – zdjęcia
- Jeszcze się Polska o nas upomni (2002) – zdjęcia
- Kampinoska epopeja (2001) – zdjęcia
- Musieli zwyciężyć (2000) – zdjęcia
- „Widzę Ciebie Warszawo sprzed laty...” (2000) – zdjęcia
- Semper fidelis (1999) – zdjęcia
- Pani hrabina (1999) – zdjęcia
- Myśli o Polsce (1999) – zdjęcia
- Ułani, ułani... (1998) – zdjęcia
- Przedwojenny chłopak (1998) – zdjęcia
- Spotkanie (1998) – zdjęcia
- Papież Polak (1997)
- Czy musieli zginąć... (1997) – zdjęcia
- Humer i inni (1994) – zdjęcia
- W kręgu muzyki słowa. Prof. Witold Rudziński (1993) – zdjęcia
- Katyń. Ludobójstwo i propaganda (1993) – zdjęcia
- On wierzył w Polskę... (1992) – zdjęcia
- Rody polskie (1992–1995)
- Powrót Paderewskiego (1991) – zdjęcia
- Jan Lechoń (1991) – zdjęcia
- Ryszard Hanin (1990) – zdjęcia
- Triumph of the spirit (1989) – operator kamery
- Podlotki (1988) – zdjęcia
- Berlin (Kuduk Fr.) (1986) – zdjęcia
- Tango z kaszlem (1986) – zdjęcia, operator kamery
- Oko Proroka czyli Hanusz Bystry i jego przygody (1985) – operator kamery
- Dokąd człowieku? (1984) – zdjęcia
- Czuję się świetnie (1984) – zdjęcia, operator kamery
- Oko Proroka (1982) – zdjęcia (współpraca)
- Być albo nie być łamagą (1982) – zdjęcia
- Cień (1981) – zdjęcia
- Konopielka (1981) – zdjęcia
- Misja (1980)  operator kamery
- Śmierć Varioli Major (1978) – zdjęcia
- Fortuna (1972) – współpraca operatorska
- M - jak motoryzacja (1972) – współpraca
- Głosy (1971) – współpraca operatorska
- Hydrozagadka (1970) – współpraca operatorska
- Ojczyzna dwóch narodów – zdjęcia